# الدوري الشمالي الممتاز 1977–78
الدوري الشمالي الممتاز 1977–78 هو موسم من دوري الشمال الممتاز ‏. فاز فيه نادي بوسطن يونايتد.